# Quarterly Journal of the Taiwan Museum
Quarterly Journal of the Taiwan Museum (abreviado Quart. J. Taiwan Mus.) fue una revista con ilustraciones y descripciones botánicas que fue publicada en Taipéi desde 1948 hasta 1982 con el nombre de Quarterly Journal of the Taiwan Museum. (Ta'i wan sheng li po wu kuan shi k'an.) Fue reemplazada por Journal of the Taiwan Museum.